# الإعجاز البياني
الإعجاز البياني إن إعجاز القرآن الكريم في عصر الرسالة، كان يتمثل في فصاحة ألفاظة، وبلاغة معانيه، وروعة نظمه، وبداعة أسلوبه الخاص، فَعَرَبُ عصر الرسالة وبُلغائهم وحذّاقُهكم في الخطابة والشعر، لمسوا أن القران الكريم في ظل عذوبته ألفاظه وسحر معانيه وجمال تأليفه ونظمه، وبداعة سبكه، لا يُشبه الشعر ولا النثر، وأنه كتاب جاء في قالب، لم يسبق له نظير فله جاذبية خاصة، ووجدوا منه ما يغمر القوة، ويخاذل النفس، مصادة لا حيلة ولاخدعة، مع انه مؤلف من نفس الحروف اّلتي هي المادة الأولى لكلماتهم وكلمهم

## معنى الإعجاز البياني
الإعجاز هو من العجز أي الضعف والقصور، والبيان هو الإفصاح عن المعنى من غير التوسع في الكلام بعبارة واضحة، فالإعجاز البياني هو الدقة في اختيار كلمات القرآن الكريم، وترتبيها بصور بديعة، حيث تظهر الفصاحة والبلاغة والبيان بصورة يفهمها القارئ ويسهب في تدبرها.

## وجوه الإعجاز البياني
1. الكمال اللغوي: وذلك بالنزول عن التحدي بمثل القرآن كله، إلى عشر سور مثله مفتريات "كما زعموا" إلى سورة واحدة من مثله، ولو هم أرادوا هذه السورة الواحدة ما استطاعوها، لأن إحساسهم منصرف إلى أصل الكمال اللغوي في القرآن، مستغرق فيه، فلا يرون المعارضة تكون إلا على هذا الأصل وهو شيء لا تناله القدرة.
2. التكرار: الذي يجيء في بعض آيات القرآن فتختلف في طرق الأداء وأصل المعنى واحد في العبارات المختلفة، وهو مذهب للعرب معروف، ولكنهم لا يذهبون إليه إلا في ضروب من خطابهم للتوكيد والتهويل، بيد أن وروده في القرآن مما حقق للعرب عجزهم بالفطرة عن معارضته، وأنهم يخلون عنه لقوة غريبة فيه لم يكونوا يعرفونها إلا توهماً، ولضعف غريب في أنفسهم لم يعرفوه إلا بهذه القوة، لأنهم عجزوا عن السورة الواحدة، فكان عجزهم عن السورتين، وما عداهما أبين وأظهر.
3. وجه تركيبه: فإنه مباين بنفسه لكل ما عُرف من أساليب البلغاء في ترتيب خطابهم وتنزيل كلامهم، على أنه يؤاتي بعضه بعضا، وتناسب كل آية منه كل آية أخرى في النظم والبلاغة، على اختلاف المعاني وتباين الأغراض إذ يبدو كأنه قطعة واحدة، والبلغاء تختلف أساليبهم في أنفسها من القوة إلى الضعف لأسباب وعلل لا يصعب الكشف عنها في نفس القائل.
4. لأنه ليس وضعاً إنسانياً ألبته[1][2]، ولو كان من وضع إنسان لجاء على طريقة تشبه أسلوباً من أساليب العرب، أو من جاء بعدهم إلى هذا العهد، ولا من الاختلاف فيه بين في طريقته ونسقه ومعانيه، وقد كان هذا سبباً من أسباب ضعف المعارضة فيهم، لأنهم لم يبلغوا شأواً يؤهلهم للإتيان بمثل القرآن.
5. سلامة أسلوبه من القلق والاضطراب: فليس فيه من الغرابة التي يكسوها البلغاء كلامهم في تجويد وصفه وحبكه، إنما فيه غرابة الانسجام والسهولة التي يسيل بها القرآن، وهي سهولة الأوضاع الإلهية، التي يعرفها كل الناس ويعجز عنها كل الناس.
6. ما في أسلوبه من اللين والمطاوعة على التقليب والمرونة في التأويل، بحيث لا يصادم الآراء الكثيرة المتقابلة، التي تخرج بها طبائع العصور المختلفة، وكلام الناس لا يحتمل مثل هذه الوجوه، بل إنه كلما كان أدنى إلى البلاغة كان نصاً في معناه، ثابتاً في حيزه.
7. ما فيه من البلاغة والفصاحة يقتضيه اقتضاء طبيعياً، بحيث يبنى هو عليها ولا تبنى هي عليه، فكل ما فيه من مجاز وتمثيل وكفاية لا يصح في الجواز أو فيما يسعه الإمكان أن يصلح غيره في موضعه، ولو أدرت اللغة على هذا الوضع.
8. أن موسيقى ألفاظه نمط فريد ليس معروفاً لهم في كلامهم، حتى لم يكن لمن يسمعه بد من الاسترسال إليه، فإنه إنما يسمع ضرباً خالصاً من الموسيقى اللغوية، كأنما يوقع إيقاعاً لا يتلى تلاوة.
9. أنه لا يخلق على كثرة الرد[3][3]، وطول الدهر، ولا تجد لذلك سراً إلا دقة النظم وإعجازه، وخصائصه الموسيقية، وتساوق حروفه على أصول مضبوطة من بلاغة النغم بالجهر والهمس والمد والغن، ثم اختلاف ذلك في الآيات بسطاً وإيجازاً وإفراداً وتركيباً.
10. أن القرآن انفرد بصوت الحس الذي خلت من صريحه لغتهم، وهو الذي يتكون من دقة التصوير المعنوي، والإبداع في تلوين الخطاب، بمجاذبة النفس مرة ومداهنتها منها مرة أخرى، والتنقل بها من شأن إلى شأن حتى تتصل بالمعنى وتصبح كأنها هي التي تطلبه فتقع في أسره، هذا الصوت خلت منه لغتهم وانفرد به القرآن، لأنه من الكمال اللغوي الذي تعاطوه ولم يعطوه.
11. أن بلاغة القرآن لا تعتمد على الخيال الشعرى، أو العادة الثابتة، أو العاطفة المطمئنة، وإنما يرجع الأسر فيها إلى جرس الحروف في الكلمات ومواقع الحروف والكلمات وطريقة نظمها.
12. أنه يتلطف في تحريك المشاعر والرفق بها فلا تضيق به النفس، ولا تتخونها منه ملالة.
13. أن القرآن بمادته اللغوية أصبح فوق اللغة التي يحذقها اللسن من الناس لأنها في القرآن في تركيب ممتنع أن يأتي بمثله الناس، فخرجت من لغة الاستعمال إلى لغة الفهم، وكونت طبقة عقلية من اللغة ومن ثم تتنزل الأفكار منزلة التوهم الطبيعي الذي يؤثر بالصفة ما يؤثر بالشيء الموصوف، بل بما وفى وزاد.
14. أن الحركات النحوية والصرفية في القرآن لها من حكم البلاغة والفصاحة ما للكلمات والتركيب، لشدة ما بينها من تلازم واتساق، وهذا سر من أسرار الإعجاز في القرآن.[4]

## أمثلة على الإعجاز البياني في القرآن الكريم
كلمة الزوجة وكلمة المرأة جاءت في مواضع مختلفة، وأمثلة على ذلك (امْرَأَةُ الْعَزِيزِ تُرَاوِدُ فَتَاهَا عَن نَّفْسِهِ)، والآية (وَمِنْ آيَاتِهِ أَنْ خَلَقَ لَكُم مِّنْ أَنفُسِكُمْ أَزْوَاجاً)، والآية (اِمْرَأَةَ نُوحٍ وَاِمْرَأَةَ لُوطٍ).
تستعمل كلمة الزوجة لوجود علاقة المودة والرحمة والتكاثر كما في كلمة أزواجاً، ولم تأتِ كلمة زوجة نوح وزوجة لوط لانقطاع المودة بين الزوجين، فكلا المرأتين خائنة للعلاقة الزوجية القائمة على المودة وكذلك خائنة للعقيدة، وفي الآية الأولى لم تقل الآية زوجة العزيز لأنها مرأة خائنة للشرف، فوضع الكلمات في هذا النهج هو توظيف صحيح يخدم المعنى.
مثال آخر (وكانت امرأتي عاقراً)، و (فَاسْتَجَبْنَا لَهُ وَوَهَبْنَا لَهُ يَحْيَى وَأَصْلَحْنَا لَهُ زَوْجَه)، دعا زكريا ربه بأن يرزقه الذرية، ولقد استخدمت في الآية كلمة المرأة بالرغم من أن زوجته صالحة؛ وذلك لأن المرأة ترتبط بالتكاثر أي إنجاب الأولاد، فلما كانت امرأته عاقراً استخدمت كلمة المرأة بدلاً من كلمة الزوجة، وفي الآية الثانية عندما أنجبت ذكرت كلمة الزوجة وهذا فرق واضح ما بين كلمتي المرأة والزوجة.
كلمة السنة والعام، قال تعالى: (وَلَقَدْ أَرْسَلْنَا نُوحًا إِلَى قَوْمِهِ فَلَبِثَ فِيهِمْ أَلْفَ سَنَةٍ إِلَّا خَمْسِينَ عَامًا فَأَخَذَهُمُ الطُّوفَانُ وَهُمْ ظَالِمُونَ).
السنة والعام هما مصطلح زمني يقيس الأيام باثني عشر شهراً، ولكن في هذه الآية استخدمت السنة والعام معاً، وهذه إشارة إلى أنّ نوحاً عليه السلام تعرض للمعاناة والشدة في دعوة قومه ألف سنة، واستثنت الآية مدة خمسين عاماً إشارة إلى أن نوحاً عليه السلام لم يعانِ فيها، فكلمة سنة تختص بالتعب والشقاء والمعاناة، وكلمة عام تستعمل في وصف الراحة والرخاء.
كلمة إملاق، في قوله تعالى: (وَلَا تَقْتُلُوا أَوْلَادَكُمْ مِنْ إِمْلَاقٍ نَحْنُ نَرْزُقُكُمْ وَإِيَّاهُمْ)، وقوله تعالى: (وَلَا تَقْتُلُوا أَوْلَادَكُمْ خَشْيَةَ إِمْلَاقٍ نَحْنُ نَرْزُقُهُمْ وَإِيَّاكُمْ).
كلمة إملاق تعني الفقر، وفي الآية الأولى سبقت كلمة إملاق حرف مِن، فالإعجاز في ذلك هو أمر الله تعالى ومخاطبتهم بعدم قتل الأولاد نتيجة فقرهم، فالله هو الرازق، ولذلك اتصل ضمير المخاطب الكاف بكلمة الرزق، وفي الآية الأخرى سبقتها كلمة خشية، فالنهي عن القتل جاء نتيجة خوفهم من الفقر الذي يتوقعونه عند ولادة الأطفال، فالمولود يأتي ورزقه معه من الله تعالى، لذلك اتصل ضمير الغائب الهاء بكلمة الرزق. ضرب المثل بوصف الشيء المستحيل، ففي قوله تعالى: (إِنَّ الَّذِينَ كَذَّبُوا بِآيَاتِنَا وَاسْتَكْبَرُوا عَنْهَا لَا تُفَتَّحُ لَهُمْ أَبْوَابُ السَّمَاءِ وَلَا يَدْخُلُونَ الْجَنَّةَ حَتَّى يَلِجَ الْجَمَلُ فِي سمِّ الْخِيَاطِ وَكَذَلِكَ نَجْزِي الْمُجْرِمِينَ)، وهو تشبيه استحالة دخول المجرم الكافر إلى الجنة بدخول الجمل من ثقب الإبرة.

## أقوال العلماء عن الإعجاز البياني في القرآن
- قال أبو بكر الباقلاني: «الذي ذهب إليه عامة أصحابنا - وهو قول الشيخ أبي الحسن الأشعري في كتبه - أن أقل ما يعجز عنه من القرآن السورة، قصيرة كانت أو طويلة، أو ما كان بقدرها؛ فإذا كانت الآية بقدر حروف سورة، وإن كانت سورة الكوثر، فذلك معجز؛ ولم يقم دليل على عجزهم عن المعارضة في أقل من هذا القدر؛ وذهبت المعتزلة إلى أن كل سورة برأسها فهي معجزة».[5]
- قال أبو بكر الجرجاني: «خبرنا عما اتفق عليه المسلمون من اختصاص نبينا صلى الله عليه وسلم بأن كانت معجزته باقية على وجه الدهر، أتعرف له معنى غير أن لا يزال البرهان منه لائحا معرضا لكل من أراد العلم به، وطلب الوصول إليه، والحجة فيه وبه ظاهرة لمن أرادها، والعلم بها ممكنا لمن التسمه؟ فإذا كنت لا تشك في أن لا معنى لبقاء المعجزة بالقرآن إلا أن الوصف الذي له كان معجزا قائم فيه أبدا».[6]
- قال شهاب الدين الألوسي: «وقد حازت بلاغة القرآن من كل قسم من هذه الأقسام أوفر حصة وأخذت من كل نوع أعظم شعبة فانتظم لها بانتظام هذه الأوصاف نمط من الكلام يجمع صفتي الفخامة والعذوبة وهما كالمتضادين فكان اجتماع الأمرين فيه مع نبو كل منهما عن الآخر فضيلة ومنزلة جليلة وقد خص بذلك القرآن كما لا يخفى على ذوي الفطر السليمة ومن كان له في علم البلاغة إتقان».[7]
- قال محمد الزرقاني: «بلاغة القرآن الكريم إلى حد فاق كل بيان وأخرس كل لسان وأسكت كل معارض ومكابر وهدم كل مجادل ومهاتر حتى قام ولا يزال يقوم في فم الدنيا معجزة من الله لحبيبه وآية من الحق لتأييد رسوله».[8]

## كتب ومؤلفات
من الكتب التي اهتمت ببيان الإعجاز البياني للقرآن قديماً:
1. إعجاز القرآن للرماني، على بن عيسى الرماني المعتزلي.
2. نظم القرآن، أحمد بن على، المعروف بابن الاخشيد.
3. إعجاز القرآن، محمد بن يزيد الواسطي.
4. نظم القرآن، أبو زيد البلخي.
5. نظم القرآن، عبد الله بن أبى داود السجستاني.[9]

ومن الكتب التي اهتمت ببيان الإعجاز البياني للقرآن حديثاً:
1. إعجاز القرآن الكريم البياني ودلائل مصدره الرباني، د. صلاح الخالدي.
2. سر الإعجاز في تنوع الصيغ المشتقة من أصل لغوي واحد في القرآن للدكتور عودة الله منيع القيسي.
3. خصائص التعبير القرآني وسماته البلاغية، الدكتور عبد العظيم المطعني.
4. الترادف والاشتراك والتضاد في القرآن، محمد نور الدين المنجد.
5. بلاغة الكلمة في التعبير القرآني، د. فاضل السامرائي.[10]